# Шамхани, Али
Али Шамхани (перс. علی شمخانی‎; 29 сентября 1955, Ахваз, Иран) — иранский военачальник, контр-адмирал. С 1997 по 2005 год — министр обороны Ирана. 24 августа 2005 года был сменён на этом посту бригадным генералом Мостафой Мохаммадом Наджаром. Член Совета по определению целесообразности и политический советник Верховного лидера Ирана с мая 2023 года.
Состоял наблюдателем при главе Центра Стратегических исследований в Тегеране. Также является автором нескольких статей, посвящённых Персидскому заливу и кризису в регионе. После революции 1979 года являлся членом Организации моджахедов исламской революции.

## Карьера
- 1981—1982: Командующий силами КСИР в провинции Хузестан
- 1982—1989: 1-й заместитель командующего КСИР
- 1984—1989: Командующий Сухопутными силами КСИР
- 1987—1989: Заместители начальников штабов вооружённых сил, отвечающие за разведку и операции
- 1988—1989: Министр КСИР
- 1988—1989: Глава комитета по выполнению резолюции 598 Совета Безопасности ООН
- 1989—1997: Командующий Военно-морскими силами КСИР
- 1997—2005: Министр обороны ИРИ

## Рабочие визиты

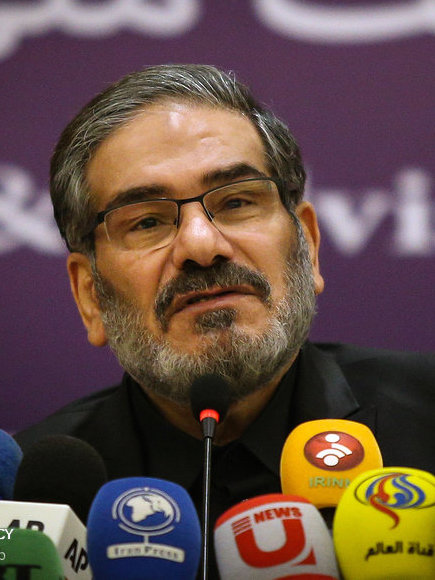
В 2018 году

- октябрь 2001: визит в Россию. Обсуждались вопросы участия России в модернизации военной техники, имеющейся на вооружении иранской армии, а также поставок в эту страну российского оружия, исключительно оборонительного характера[1].
- март 2002: визит в Армению. Стороны подписали меморандум о сотрудничестве в сфере обороны и безопасности, что предполагает широкий круг взаимодействия, включая создание совместных предприятий[2].
- апрель 2004: визит в Польшу. Обсуждались вопросы двухстороннего политического, экономического и военно-технического сотрудничества, а также обстановка в Ираке. По итогам встреч и переговоров был подписан меморандум о военно-техническом сотрудничестве Ирана и Польши[3].
- декабрь 2004: визит в Азербайджан. Обсуждались вопросы взаимодействия двух стран в направлении достижения общей и коллективной безопасности в Кавказском регионе[4].

## Космическая программа Ирана
В феврале 1999 года министр обороны адмирал Али Шамхани впервые объявил, что разработка новых боевых ракет после «Шахаб-3» не планируется, а ракета «Шахаб-4» является попыткой Ирана создать свой спутниковый носитель. А 5 лет спустя в январе 2004 года во время своего выступления на 2-й научной конференции авиакосмической промышленности он пообещал, что уже через 18 месяцев Иран «станет первой исламской страной, которая выйдет в космос с собственным спутником, запущенным с собственной стартовой площадки».

## Попытка убийства
Согласно заявлениям израильской армии, убит в ходе израильского авиаудара 13 июня 2025 года, однако позднее появились сообщения о том, что Али Шамчани выжил, получив тяжёлые ранения.

## Семья
Два его брата, Мохаммад и Хамид, погибли во время ирано-иракской войны.